# Sitio de Oporto
El sitio de Oporto transcurrió entre julio de 1832 y agosto de 1833. En el mismo, el ejército liberal de Pedro IV de Portugal fue sitiado por las fuerzas del usurpador Miguel I de Portugal.
La resistencia de Oporto a las tropas miguelistas hizo posible la victoria de la causa de María II de Portugal en todo el reino. Entre las celebridades que lucharon por la causa liberal durante el Sitio de Oporto se hallaron los literatos Almeida Garrett y Alexandre Herculano, y el político Joaquim António de Aguiar.

## Ocupación de Oporto y primeros encuentros

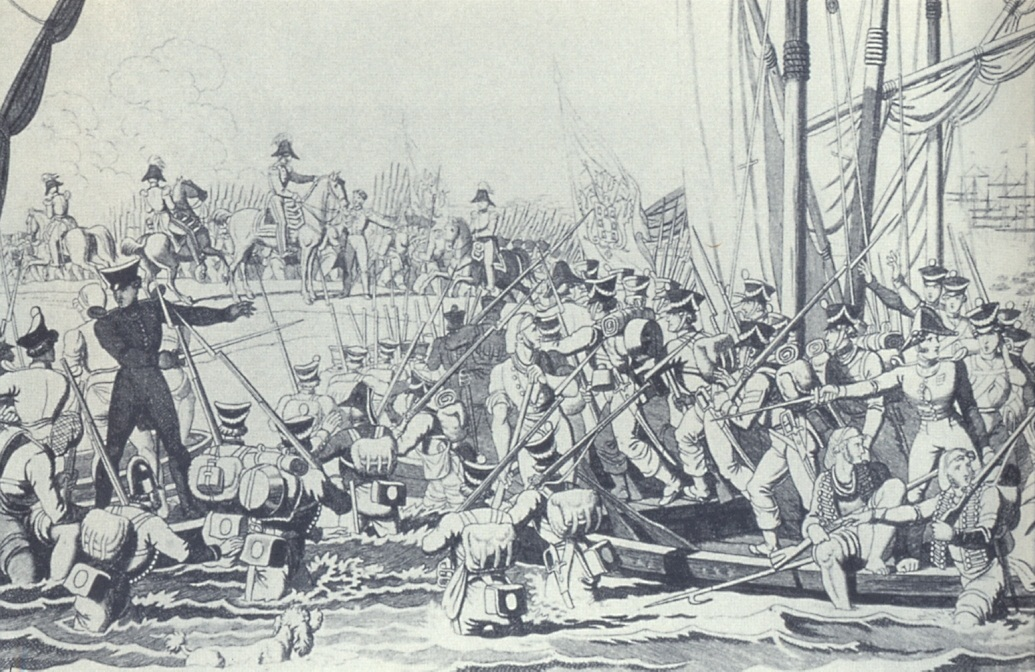
Desembarco de los Bravos de Mindelo.

Entrando en el Oporto el día después del Desembarco de Mindelo, el 9 de julio de 1832, el ejército liberal encontró la ciudad abandonada por las tropas realistas, cuyos líderes, ignorando el número exacto de los liberales, había decidido retirarse.
El Vizconde de Santa Marta, comandante del ejército miguelista que operaba entre Figueira da Foz y Vila do Conde, decidió instalarse en Vila Nova de Gaia, ordenando, el mismo día de la entrada de los liberales, que se hiciera fuego contra los ocupantes. Pero el día 10, el almirante inglés George Rose Sartorius envió a sus barcos para entrar en la barra del río Duero y devolver el fuegoa los miguelistas, mientras protegía el desembarco de la división del teniente coronel João Schwalbach, cruzó el río y ocupó la Serra do Pilar, en Gaia, obligando a los realistas a retirarse en desorden hasta Oliveira de Azeméis.
Entretanto, João Schwalbach avanzó con sus fuerzas hasta el Alto da Bandeira y apostó una avanzadilla en Carvalhos, quedando los dos ejércitos observándose mututamente, si atreverse a emprender una acción de envergadura.
El 18 de julio se produjo la primera embestida de los miguelistas, sin éxito, y cinco días después se libró la Batalla de Penafiel, donde una columna liberal derrotó a los miguelistas y cometió numerosas brutalidades antes de regresar a Oporto, lo que reforzó el mal concepto que tenía de los liberales la población rural, azuzada por un clero ultraconservador.

## Sitiadores y sitiados
Del lado absolutista, se produjo la unión de las fuerzas del general Álvaro Xavier Coutinho e Póvoas con las del Vizconde de Santa Marta, que rodearon la ciudad.
Don Pedro mandó una columna para atacar Valongo, pero cayó en una emboscada enemiga junto al Ponte de Ferreira, que la hizo volver a Rio Tinto, una derrota que alarmó a la ciudad. Entretanto, la Serra do Pilar fue fortificada por el mayor Sá Nogueira, y Don Pedro, que vio la imposibilidad de liberar el norte de país, como originalmente se había pensado, reorganizó el ejército, creando un Estado Mayor y enviando a Londres a Pedro de Sousa Holstein, marqués de Palmela, con encargo de obtener apoyo financiero y reclutar nuevos oficiales y soldados.
El 27 de julio se libraron  violentos combates al sur de Grijó, donde Póvoas derrotó a las fuerzas del Conde de Vila Flor, que se retiraron en desorden al Alto da Bandeira. Debido a la rivalidad entre Póvoas y Santa Marta, las tropas miguelistas pasaron al mando supremo de Gaspar Teixeira, Vizconde de Peso da Régua, que comenzó el asedio formal de la ciudad de Oporto. Se construyó un cinturón de fortificaciones de contravalación, que al norte comenzaban en la Quinta da China, junto al Duero, en Campanhã, terminando en las proximidades de Senhora da Luz, en Foz do Douro, junto al mar. Por el sur, comenzaban en Cabedelo, en Canidelo, frente à Foz do Douro, y acababan en Pedra Salgada, junto al monte del Seminario, apostándose en este espacio quince baterías.

## Primeras embestidas del ejército miguelista

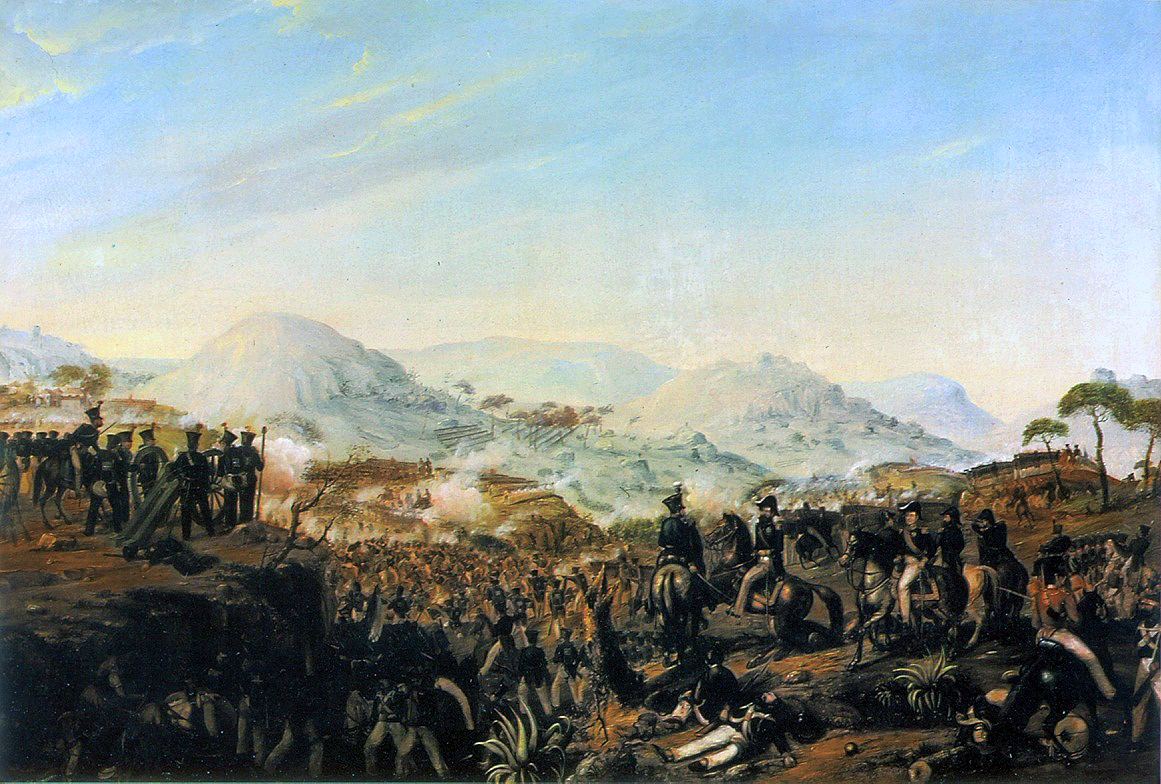
Batalla de Ponte Ferreira.

El 8 de septiembre de 1832 las fuerzas sitiadoras comenzaron sus ataques asaltando la Serra do Pilar, defendida con denuedo por los voluntarios liberales polacos (llamados os polacos), comenzando el día después el bombardeo de la ciudad propiamente dicha, el bautismo de fuego de Oporto, que habría de soportar muchos otros a lo largo del asedio.
El 16 los sitiados realizaron su primera salida, ocupando el Morro das Andas, en la parte alta de la ciudad, lo que confirió ánimos. Ante la insólita situación de que 7.500 sitiados atacaran a un ejército bien organizado de 80.000, el general miguelista gaspar Texeira organizó una fuerza para asaltar la ciudad, escogiendo como fecha el 29 de septiembre, día del Arcángel San Miguel, onomástica del pretendiente, tras prometer a sus tropas que se permitiría el saqueo. El asalto fracasó.
El 24 de julio de 1833 las fuerzas liberales comandadas por António Severim de Noronha, tomaban Lisboa. Favoreciendo el levantamiento del asedio de la ciudad por parte de los miguelistas.